# Побережниця сибірська
Побережниця сибірська, аргузія сибірська (Argusia sibirica) — вид рослин з родини шорстколистих (Boraginaceae), поширений у південно-східній Європі та помірній Азії.

## Опис
Багаторічна рослина 10–30 см. Рослина з міцним повзучим кореневищем і дуже гіллястим стеблом. Квітки до 10 мм в діаметрі, у верхівкових роздвоєних завитках, складають загальне щитковидне суцвіття. Чашечка глибоко-5-роздільна. Віночок 8–10 мм у діаметрі, білий, лійчастий, з циліндричною трубкою і голим зевом.

## Поширення
Поширений у південно-східній Європі (Болгарія, Молдова, Україна, Росія), у західній Азії, середній Азії, Китаї, Сибіру, Японії, Корейському півострові, Примор'ї.
В Україні вид зростає на приморських берегах, у солонцюватих і засолених піщаних місцях на берегах Дунаю, Дністра, Дніпра, Сів. Дінця та їхніх приток — у Степу і півд. ч. Лісостепу, зазвичай; на Поліссі, рідко, як занесення по з. д. (Київ — Ірпінь, Харків — Мерефа).